# ビブリス・パテラ

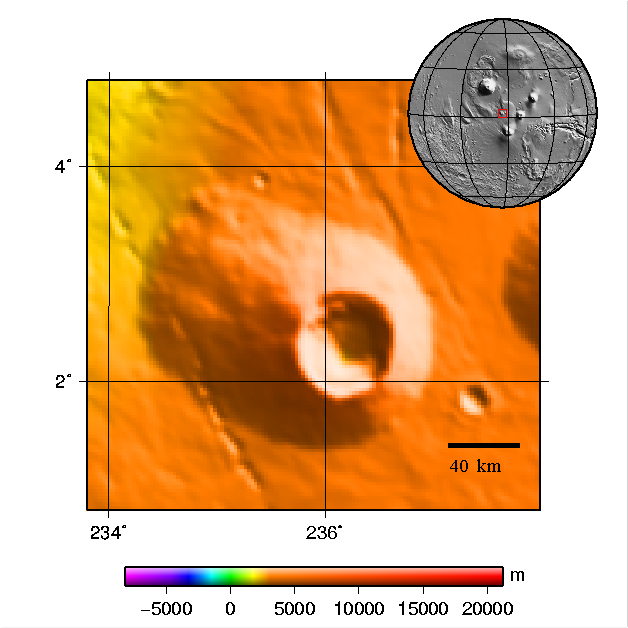
Biblis Patera

ビブリス・パテラ（Biblis Patera）は火星の火山の一つ。北緯2.7度東経235.4度にあり、タルシス火山群に近接する。ユリシーズ・パテラとともにオリンポス火山とタルシス山地の中間地点にある。マーズ・エクスプレスの高解像度ステレオカメラ（HRSC）によって2004年11月8日に発見された。長さ約170km、幅100km、周囲よりも約3km高くなる。火山の中央はカルデラで、噴火によってマグマ溜まりが崩れた結果生じたとみられる。カルデラの直径は53km、深さは4km。